# 黎沪娟
黎沪娟（1931年7月—），女，广东东莞人，中华人民共和国政治人物，曾任第六、七、八届全国政协委员。